# Grootfontein (Wahlkreis)
Grootfontein ist ein namibischer Wahlkreis in der Region Otjozondjupa. Er umgibt unter anderem die gleichnamige Gemeinde Grootfontein. Der Wahlkreis hat eine Fläche von 11.279 Quadratkilometer und etwa 37.000 Einwohner (Stand 2023).

## Wahlen
| Wahl | Name            | Partei | Stimmenanteil |
| ---- | --------------- | ------ | ------------- |
| 1992 |                 |        |               |
| 1998 | Claudia Uushona | SWAPO  | 68,5 %        |
| 2004 | Peter Kanana    | SWAPO  | 75,9 %        |
| 2010 | Bromeus Matheus | SWAPO  | 70,3 %        |
| 2015 | Nelao Amagulu   | SWAPO  | 71,3 %        |
| 2020 | Elder Filipe    | SWAPO  | 59,2 %        |